# Mary Wigman
Pour les articles homonymes, voir Wigman.
Mary Wigman est une danseuse allemande, née Marie Wiegmann à Hanovre le 13 novembre 1886 et morte à Berlin le 18 septembre 1973.

## Biographie
Ses parents sont fabricants de vélos et l'encouragent à découvrir les arts qui l'attirent. Elle étudie tout d'abord à Hellerau, avec Émile Jaques-Dalcroze mais ressent sa méthode comme un carcan qui étouffe l'inspiration. Elle part alors travailler à l'école de l'art du mouvement d'Ascona, auprès de Rudolf Laban et du groupe du Monte Verità, jusqu'en 1919.

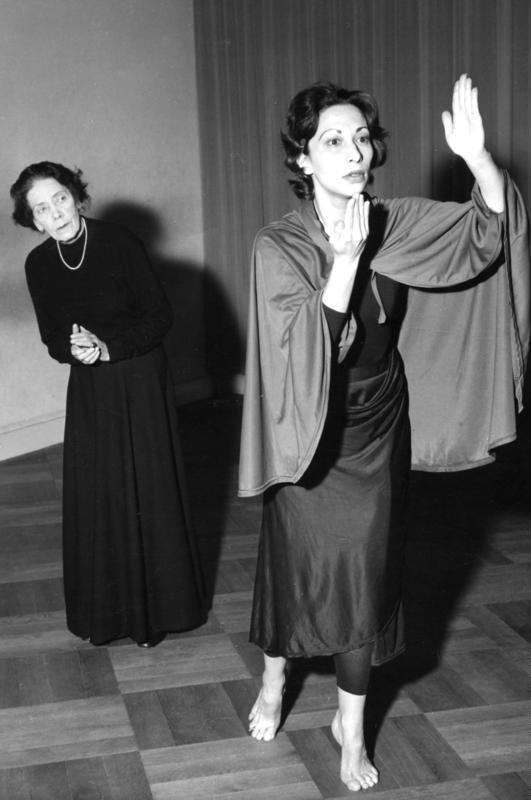
Mary Wigman, à gauche (Berlin, 1959).

Puis elle se lance dans une carrière de danseuse, chorégraphe et pédagogue. En 1919, elle crée des solos, tels Danses extatiques, Danses hongroises, ou, quelques mois plus tard, Danses de la nuit. En 1920, elle ouvre à Dresde une école pour enseigner sa technique de danse libre, et y fonde une compagnie. Parmi ses premiers élèves figurent Hanya Holm, Harald Kreutzberg, Hanna Berger, Gret Palucca ou encore Dhimah et, plus tard, Pola Nireńska. Les tournées de sa compagnie sont des succès, notamment aux États-Unis. Hanya Holm quitte d'ailleurs Dresde pour créer à son tour une école à New York en 1931.
Rudolf Laban et Mary Wigman se retrouvent, sollicités l'un et l'autre par Joseph Goebbels, à participer à l'organisation des Jeux olympiques d'été de 1936, à Berlin,. Rudolf Laban construit une chorégraphie avec une masse de mille exécutants venus de trente villes. Mary Wigman choisit de présenter sa Danse de mort. L’œuvre ne plaît pas au ministre Goebbels. Son expressionnisme et son exaltation de l'individu paraissent suspects aux dignitaires nazis. Son école à Dresde est mise sous tutelle. Mais elle reste en Allemagne, s'installe à Leipzig. Elle y reprend l'enseignement et continue à inscrire son art dans un expressionnisme violent.
Sa proximité avec le régime nazi est régulièrement pointée,.
En 1950, elle s'installe à Berlin-Ouest, y enseigne et continue à créer, apparaissant quelquefois sur scène. Elle se retire en 1968, et meurt cinq ans plus tard. Elle est inhumée au cimetière de l'Est d'Essen.

## Théorie et techniques
En Allemagne, où la danse n'est pas enclavée, dans l'entre-deux-guerres, par une forte tradition académique, le corps condense toutes les formes produisant de la musique et la musique productrice de gestes. Mary Wigman est l'élève du chorégraphe Rudolf Laban en 1914, lors des séminaires de Monte Verità, une communauté avant-gardiste proche des dadaïstes. La technique qu'elle se forge est basée sur la respiration, le travail du torse et du bassin, l'alternance de la tension et du relâchement. Elle est spécialiste de solos, mais pratique aussi les créations collectives, et l'improvisation collective. Elle est remarquable par l'utilisation de l'espace et par le rythme qu'elle imprime à ses chorégraphies.
Elle réduit pourtant l'orchestre à la percussion, ou danse sans musique, cherchant avant tout l'expression tragique du sentiment. « L'œuvre doit être le résultat d'un processus organique ». Ses chorégraphies ne seront accompagnées de musique, autre que des percussions, qu'après la guerre (Gluck et Carl Orff, le compositeur se disant particulièrement impressionné par le caractère "élémentaire" et très musical, par le physique, de sa danse).

## La danse de la sorcière
La danse de la sorcière (Hexentanz) est un solo de danse réalisé par Mary Wigman en 1914, et est une de ses œuvres les plus connues. Une danse rompant la tradition classique avec des gestes brusques, un rapport au sol, un corps courbé et des bras tendus. Avec l'accompagnement de percussions, fond sonore que Mary Wigman préférait à la musique, elle apparaît comme possédée. Ce solo est le premier composé et interprété par une femme. Elle veut y montrer son « soi » intérieur. Elle veut ressentir sa danse de l'intérieur et non pas comme une succession de mouvements.

## Filmographies
Arte a diffusé un documentaire sur Mary Wigman le 23 juin 2008.